# Il nascondiglio
Il nascondiglio è un film del 2007 diretto da Pupi Avati.

## Trama
22 dicembre 1957: a Davenport, una cittadina dello Iowa, una grande casa isolata, la "Snakes Hall" (letteralmente "Casa dei Serpenti"), battuta dalle tormente di neve, è sconvolta da un terribile delitto. L'edificio è abitato da tre religiose e due converse, una delle quali, Liuba, rientra a notte fonda completamente ubriaca, disobbedendo alle rigide regole della madre superiora e trascorrendo del tempo con il suo amante. Terrorizzata all'idea che si scopra come la sua integrità sia stata violata dall'uomo che la vuole sposare - permettendole così di abbandonare quella vita da reclusa - mette in atto assieme all'amica Egle un macabro piano.
Cinquant'anni dopo, in quella grande casa rimasta chiusa per mezzo secolo, una donna di origini italiane decide di aprire un ristorante. È appena uscita dalla clinica psichiatrica dove è stata ricoverata per quindici anni in seguito al suicidio del marito, ed è decisa a costruirsi una nuova vita, ma non appena mette piede nell'edificio, i fantasmi del passato tornano a tormentarla. Sentendo rumori e voci, cerca di chiedere aiuto alla clinica psichiatrica, ma non viene ascoltata.
Grazie ad un anziano signore, Padre Emil, scopre la macabra storia: Egle Lanzillo e Liuba Bransk avevano fatto a pezzi tre donne che vivevano nell'abitazione. La donna vuole andare più a fondo e si rivolge a una scrittrice del posto, Paula Hardyn, decisa a far luce su una vicenda insabbiata troppo facilmente. Non sa ancora, però, che Paula altri non è che Rina Hines, la centralinista che aveva testimoniato il falso al processo riguardante l'omicidio. In seguito a varie peripezie e minacce, la protagonista si mette in contatto con la moglie del giudice Morton, Ella Murray, nipote del magistrato che si era occupato del caso. Le donne scoprono del coinvolgimento nei delitti del figlio di una delle vittime, l'anziano e oramai paralitico Las Shields, che grazie alla morte della madre aveva ereditato una fortuna grazie alla quale era riuscito a comprare il silenzio di molte persone e a tenerle sotto il proprio controllo.
Dopo aver scoperto la vera identità di Paula, ormai in fin di vita su un letto d'ospedale, ottiene da lei una mezza confessione: quando Shields si era recato alla villa, quella notte, due delle tre donne erano già state uccise. La protagonista rientra a casa e trova Ella, venuta a farle visita insieme al figlio Lester, ferita e in fin di vita. Si palesa allora Liuba, rimasta tutti quegli anni nascosta con Egle, ormai morta, nei cunicoli dei condotti d'aerazione della casa. Liuba racconta di aver ucciso due delle tre vittime insieme ad Egle, mentre Las aveva poi ucciso la madre e convinto le ragazze a rimanere nascoste nella casa per evitare la sedia elettrica.
Liuba, che ha ferito Ella, tenta di uccidere la protagonista, che riesce tuttavia a sfuggirle. Nel frattempo sopraggiungono i soccorsi chiamati da Lester che, durante l'aggressione alla madre, era scappato dalla casa e aveva descritto alla polizia una vecchia mostruosa che tuttavia non viene trovata.
Una scritta in sovrimpressione spiega poi che nello stesso anno la casa venne definitivamente abbattuta, senza che si trovasse traccia di Liuba e della sua amica.

## Ambientazione
Il film è completamente ambientato negli Stati Uniti, dove sono state effettuate tutte le riprese in esterno comprese quelle della casa. Gli interni della Snakes Hall invece sono stati interamente ricostruiti e girati a Cinecittà. La casa a Davenport è stata l'abitazione del cornettista Bix Beiderbecke, che Pupi Avati e il fratello comprarono nel 1991 per girare il film Bix, basato sulla vita del musicista.